# Красная Горка (Рамешковский район)
Красная Горка — деревня в Рамешковском районе Тверской области.

## География
Находится в восточной части Тверской области на расстоянии приблизительно 17 км на север-северо-восток по прямой от районного центра посёлка Рамешки.

## История
Деревня Красная Горка известна с 1627—1629 годов как пустошь Горка. В 1887 году здесь была отмечена усадьба Горка. Сюда на пустующие земли переселилось несколько семей из Могилёвской губернии Белоруссии. Образовалось несколько хуторов, жителей которых переселили на территорию усадьбы в 1930-е годы, так и появилась деревня. В советское время работал колхоз «Красная Горка» и совхоз «Заклинский». В 2001 году 7 домов принадлежали постоянным жителям, а 2 наследникам и дачникам. До 2021 года входила в состав сельского поселения Заклинье до его упразднения.

## Население
Численность населения: в 1989 году — 7 человек, в 2002 году — 10 человек (из них русские 100 %), в 2010 году — 7 человек.